# Гусева, Хиония Кузьминична
Хио́ния Кузьми́нична Гу́сева (4 (16) апреля 1876, село Старый Тукшум Сенгилеевского уезда Симбирской губернии, Российская империя — после 1919, РСФСР) — мещанка, последовательница Илиодора (Труфанова), исполнитель неудавшегося покушения на Григория Распутина.

## Происхождение
Родилась в селе Старый Тукшум Сенгилеевского уезда Симбирской губернии. Родители — крестьянин этого села Кузьма Алексеевич Гусев и его жена Марфа Петровна, оба православные. Крещена была в старо-тукшумской церкви Рождества Христова именем Фиона. Родиной Хионии иногда указывают Сызрань, где она провела детство и молодость (район Закрымза), но в городских метрических книгах отсутствует запись о её рождении. Вероятно, родители перебрались в город, а отец, Кузьма Алексеевич Гусев, был определён в сызранские мещане и включён вместе с семьёй в приход Покровской церкви уже при её жизни.
Имя Хиония имеет греческое происхождение, переводится как «снежная» и, скорее всего, было дано в память о солунской христианской мученице IV века. Русская церковь отмечает её день 16 апреля — возможная дата рождения Хионии. В семье её также звали Евфимией.
Скорее всего, была в семье четвёртым или пятым ребёнком. Мать Марфа Петровна, братья Андрей и Симеон, сестры Прасковья и Пелагея.
В 1915 году Хионию описывали как худощавую женщину выше среднего роста. Её лицо было обезображено проваленным носом, что дало почву спекуляциям о её якобы прошлом проститутки и заражении сифилисом в публичном доме. Сама Хиония называла себя девственницей и объясняла, что в детстве её лечили от постоянной «ломоты в голове и ногах» и в 13 лет «испортили лекарствами». А по версии брата Андрея, сифилис передался Хионии от бабушки.

## Биография

### Переезд в Царицын
Старшая сестра Прасковья в последние годы XIX века вышла замуж за мещанина из Царицына Григория Завороткова. Вместе с ней Хиония переехала в этот город (по её показаниям, в 1899 году), где некоторое время зарабатывала на жизнь шитьем шапок.
Дом Заворотковых располагался по адресу Балтийская, 3. Улица с постройками «частного сектора» и ныне существует в Центральном районе Волгограда. По соседству с ней прибывший в город в 1908 году влиятельный иеромонах черносотенных взглядов (Илиодор (Труфанов) основал Свято-Духов монастырь. Илиодор некоторое время жил в доме Заворотковых, Хиония стала его духовной дочерью. К тому времени она несколько лет прослужила келейницей в доме напротив сестры, где хозяйка Наталья Толмачева организовала своего рода частную православную общину:

«Хиония Гусева была набожная, на религиозной почве начала проявлять признаки ненормального состояния. Однажды утверждала, что Илиодор приедет в дом Толмачёвой на паре лошадей, запряжённых в автомобиль. Зажгла в доме все лампадки, а затем ночью будила Толмачёву и Пуцкину встречать Илиодора. В другой раз выгоняла из дому Марию Завороткову, говоря, что в последнюю вселился бес»— Из истории болезни
 Х.К.Гусевой.

### Покушение на Распутина
Амбициозный Илиодор, позволявший себе не выполнять указания Синода и причастный к отставке саратовского губернатора Сергея Татищева, в результате ссоры с Григорием Распутиным в 1912 году был изгнан из Свято-Духова монастыря, порвал с православием и удалился в родной хутор Большой станицы Мариинская. Хиония дважды посещала его, а Илиодор не упускал случая разоблачать своего обидчика в разговорах:

«Илиодор стал называть его лжепророком, развратником. Всё это сильно действовало на испытуемую. Ей стало казаться, что неправда царит на земле, она перестала ходить в церковь, поститься, молиться. Однажды после прочитанной газетной статьи о Распутине она решила отомстить за Илиодора, вообще за всех обманываемых и обесчещенных».— Из истории болезни Х.К.Гусевой
Сохранились и воспоминания самого Илиодора о реакции Хионии на его рассказы:

Она часто прерывала мои речи и горячо-горячо говорила: "Дорогой батюшка! Да Гришка-то настоящий дьявол. Я его заколю, как пророк Илья, по велению Божию, заколол 450 ложных пророков Вааловых! А Распутин ещё хуже их.— Сергей Труфанов. Святой черт.
16 июня (старый стиль) 1914 года Хиония прибыла в родное село Распутина Покровское Тобольской губернии, где он в тот период находился. При женщине был кинжал, «купленный за три рубля на толкучке в Царицыне, у неизвестного черкеса или армянина». Несколько дней она выслеживала Распутина возле его дома, а 29 июня совершила попытку убийства:

«Вчера днём, после обеда, увидела Григория Распутина; он шёл домой, и я повстречала его у ворот; под шалью у меня был спрятан кинжал. Ему я не кланялась. Один раз его этим кинжалом ударила в живот, после чего Распутин отбежал от меня. Я за ним бросилась, чтобы нанести смертельный удар, но он схватил лежащую на земле оглоблю и ею ударил меня по голове, отчего я тотчас упала на землю».— Из показаний Х. К. Гусевой
Подбежавшие прохожие схватили Хионию, связали ей руки и отвели в полицейский участок. На допросе женщина дала признательные показания и высказала сожаление, что не смогла довести убийство до конца. Её отправили для освидетельствования в Томскую окружную лечебницу для душевнобольных.

### В психиатрической лечебнице
В ходе судебно-медицинской экспертизы врачи не обнаружили у Хионии «следов выраженного душевного расстройства», но отметили «явное возбуждение» при разговорах на религиозные темы, предупредив, что оно «может при известных обстоятельствах перейти в патологический аффект». Врачи рекомендовали содержать Хионию «в специальном психиатрическом заведении».
Официальное освидетельствование прошло 24 февраля 1915 года в зале Тобольского окружного суда. Мнения специалистов разделились, два из трёх экспертов пришли к выводу, что Хиония во время нападения на Распутина находилась «в ненормальном истерическом состоянии, но с сознанием своего поступка», третий доктор определил «болезненное состояние». Суд постановил оставить Гусеву в лечебнице:
В больнице Хиония провела больше двух лет, находясь в центре внимания местного контингента:

«Испытуемая охотно говорит о своём преступлении, заметно рисуясь, бравируя. У неё вырываются такие выражения, что она теперь „герой на всю Россию“. Испытуемая любит собирать вокруг себя кружок слушателей из больных и других испытуемых, старается играть первую роль, обращается от имени других с разными просьбами. В разговоре, манере держать себя, заметны кокетливость, манерничанье».— Из показаний врача А. Иванова
Лечащий врач Иванов продолжал называть Хионию «душевно здоровой», но судебные власти не спешили изменять её участь.
В первый же месяц после Февральской революции, 27 марта 1917 года Хиония была выпущена из больницы и отправлена на свободу по личному распоряжению министра юстиции Александра Керенского, ещё при жизни Распутина публично называвшего его «презренным Гришкой».

### Покушение на Патриарха Тихона
29 июня 1919 года на паперти храма Христа Спасителя было совершено покушение на Патриарха Тихона. После совершения в храме литургии он был ранен ножом. Широко тиражируется причастность к покушению Хионии, тем не менее совершила его её сестра Пелагея. Советский суд признал покушавшуюся психически невменяемой. Согласно статье в газете «Революция и Церковь», Пелагея Гусева имела политическую судимость, была матерью двоих красноармейцев.
Достоверных сведений о дальнейшей жизни Хионии Гусевой не имеется.